# Форвакуумный насос

Схема золотникового (плунжерного) форвакуумного насоса

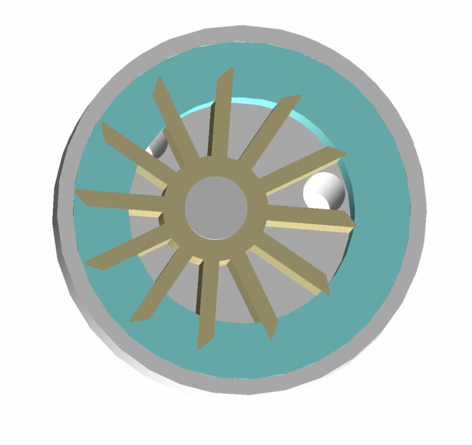
Схематический разрез водокольцевого форвакуумного насоса

Форвакуумный насос (англ. backing vacuum pump)  — насос для предварительного разрежения — форвакуума (порядка 1 — 10−4 мм рт. ст.). Первая ступень вакуумных насосов в системах для получения высоких разрежений. Предназначен для экономии энергии или обеспечения условий работы насоса более высокого вакуума.
В качестве форвакуумного насоса используют механические водокольцевые, роторно-пластинчатые (самый дешёвый и малопроизводительный вариант), пластинчато-статорные, золотниковые (плунжерные) насосы; также могут использоваться пароструйные эжекторные насосы.
Для достижения более высокого вакуума используют ступени паромасляный диффузный насос, ртутный пароструйный диффузный насос, турбомолекулярный насос и др.
Используются для поддержания выпускного давления других насосов, с помощью которых достигается ещё более низкое давление, в частности, высоковакуумных насосов.
При использовании масляных форвакуумных насосов может происходить загрязнение получаемого форвакуума парами масел. Для защиты от обратного потока масла от насоса к рабочим объемам используются форвакуумные ловушки.